# Immuni
Immuni è stata un'applicazione mobile gratuita italiana, promossa dal Ministero della salute italiano e realizzata da Bending Spoons, per aiutare il monitoraggio e il contenimento della pandemia di COVID-19 in Italia, attraverso il tracciamento dei contatti. Viene dismessa il 31 dicembre 2022, dopo una lunga e dibattuta critica per l'essere stata un fallimento per la scarsa fiducia accordata dai cittadini.
L'applicazione è stata resa disponibile dal 1º giugno 2020, con una sperimentazione iniziata l'8 giugno in quattro regioni (Abruzzo, Liguria, Marche e Puglia) e l'estensione al resto dell'Italia dal 15 giugno. Nelle prime 24 ore dalla sua disponibilità la app è stata scaricata 500 000 volte.
L'impiego di Immuni è volontario ed è nato dalla collaborazione tra Presidenza del Consiglio dei ministri, Ministro della Salute, Ministro per l'innovazione tecnologica e la digitalizzazione, Regioni, Commissario straordinario per l'emergenza COVID-19 e le società pubbliche Sogei e PagoPA.
Il sistema di funzionamento è stato sviluppato di concerto con il Garante per la protezione dei dati personali, riservando massima attenzione alla privacy degli utenti. Tutti i dati raccolti durante il periodo di attività dell'app, siano essi salvati sul dispositivo o sul server, vengono cancellati non appena non saranno più necessari e comunque, secondo le disposizioni attualmente in vigore, non andranno oltre il 31 dicembre 2021.

## Storia
L'8 aprile 2020 la Commissione europea ha sottoscritto la Raccomandazione UE 2020/518 relativa a un "pacchetto di strumenti comuni dell'Unione per l'uso della tecnologia e dei dati al fine di contrastare la crisi COVID-19 e uscirne, in particolare per quanto riguarda le applicazioni mobili e l'uso di dati anonimizzati sulla mobilità".
Il 16 aprile 2020, il commissario straordinario per l'emergenza COVID-19 Domenico Arcuri, in seguito alle valutazioni effettuate dal Gruppo di lavoro e comunicate al Ministro per l’innovazione tecnologica e la digitalizzazione Paola Pisano, ha selezionato Immuni ritenendola l'app più idonea per contribuire tempestivamente all'azione di contrasto del virus e per la conformità al modello europeo delineato dal Consorzio PEPP-PT (Pan-European Privacy - Preserving Proximity Tracing) e per le garanzie offerte per quanto riguarda il rispetto della privacy.
Il 22 aprile viene reso noto che Bending Spoons seguirà un diverso modello di tracciamento che, per rispetto della privacy, sarà decentralizzato.
Il 29 aprile il ministro Paola Pisano ha spiegato durante un'audizione al Senato sull'uso delle nuove tecnologie e della rete per contrastare l'emergenza epidemiologica da coronavirus, i cinque punti fondamentali che Immuni dovrà rispettare: che l'intero sistema integrato di tracciamento dei contatti sia interamente gestito da uno o più soggetti pubblici; che il suo codice sia aperto e suscettibile di revisione da qualunque soggetto indipendente voglia studiarlo; che i dati trattati saranno resi sufficientemente anonimi da impedire l'identificazione dell'interessato; che la decisione di usarla sarà liberamente assunta da ogni singolo cittadino e che raggiunte le finalità perseguite tutti i dati, ad eccezione dei dati aggregati anonimi, saranno cancellati.
Il 25 maggio il ministero dell'Innovazione ha pubblicato su GitHub il codice sorgente di Immuni.
La sperimentazione di immuni inizia il 3 giugno 2020 in quattro regioni: Liguria, Abruzzo, Marche e Puglia.
Dal 15 giugno 2020 la sperimentazione cessa e in tutte le regioni l'applicazione è utilizzabile.

### Diffusione
A fine 2020 i download complessivi erano stati poco più di 10 milioni; circa il 19% della popolazione utilizza l'app.
Nell'ultima settimana di gennaio 2021 erano state registrate circa 450 notifiche di possibile contagio, a fronte di migliaia di casi riportati nel bollettino ufficiale dei contagi.

### Dismissione
Il 27 dicembre 2022 il Ministero della Salute ha annunciato che Immuni e la relativa piattaforma verranno dismessi il 31 dicembre dello stesso anno.

## Funzionamento
La caratteristica principale dell'approccio di Immuni è che i dati vengono conservati in locale sul proprio dispositivo e non su un server. Inoltre il sistema non traccia gli spostamenti del dispositivo sfruttando il GPS del telefono, bensì usando solo il Bluetooth riuscendo così a memorizzare solo le informazioni riguardanti la prossimità tra i dispositivi ma non quelle sulla posizione precisa. Al momento, su Android il servizio di localizzazione deve essere attivo perché i permessi relativi all'uso del bluetooth sono inclusi all'interno di questo pacchetto. L'applicazione non è obbligatoria e l'età minima per l'utilizzo è 14 anni.
Dopo essere stata installata e configurata su un dispositivo (dispositivo_A), l'app genera una chiave temporanea di esposizione. Questa chiave è generata in modo casuale e cambia quotidianamente. L'app inizia anche a trasmettere un segnale Bluetooth Low Energy (Bluetooth LE). Il segnale contiene un codice casuale (ID_A1). Il codice casuale è generato a partire dalla chiave temporanea di esposizione corrente. Quando un altro dispositivo (dispositivo_B) con l'app installata riceve questo segnale, registra ID_A1 nella sua memoria locale. Contemporaneamente, dispositivo_A registra il codice casuale del dispositivo_B (ID_B1).
Se l'utente del dispositivo_A risulta in seguito positivo al test per il SARS-CoV-2, coerentemente con il protocollo definito dal Servizio sanitario nazionale gli viene data la possibilità di caricare sul server di Immuni le sue chiavi temporanee di esposizione da cui l'app Immuni può derivare i codici casuali trasmessi negli ultimi giorni dal dispositivo_A (ID_A1 tra questi). Il dispositivo_B confronta periodicamente le chiavi caricate sul server con la lista locale di codici casuali. In questo momento ID_A1 determina una corrispondenza. L'app avverte quindi l'utente del dispositivo_B che potrebbe essere a rischio e fornisce suggerimenti sul da farsi (ad esempio, auto-isolarsi e chiamare il medico di medicina generale).
Nella pratica, il fatto che gli utenti del dispositivo_A e del dispositivo_B siano stati vicini non è sufficiente a determinare se l'utente del dispositivo_B sia a rischio. Immuni determina il rischio sulla base della durata dell'esposizione e della distanza tra i due dispositivi. La distanza viene stimata sulla base dell'attenuazione del segnale Bluetooth LE ricevuto dal dispositivo_B. Più lunga è l'esposizione e più ravvicinato il contatto, più alto è il rischio che un contagio sia avvenuto. Un contatto che sia durato solo un paio di minuti e che sia avvenuto a diversi metri di distanza sarà generalmente considerato a basso rischio.
La stima della distanza è soggetta a errori. L'attenuazione del segnale Bluetooth LE dipende infatti da fattori quali l'orientamento relativo dei due dispositivi e gli ostacoli che si trovano tra di essi, incluso il corpo umano. Posto che sfruttare questa informazione è utile per aumentare la precisione della valutazione del rischio di contagio elaborata da Immuni, si possono avere casi d'errore in questa valutazione.
Il codice casuale che viene diffuso dall'app è generato a partire dai codici temporanei di esposizione che sono a loro volta casuali e non contengono alcuna informazione sul dispositivo e tanto meno sull'utente. In aggiunta, questi codici cambiano più volte nell'arco di un'ora, per proteggere ancora meglio la privacy degli utenti di Immuni.
Inizialmente, per assicurarsi che solo gli utenti che sono risultati effettivamente positivi al test per il SARS-CoV-2 carichino le loro chiavi sul server, la procedura di caricamento poteva essere effettuata soltanto da un operatore sanitario autenticato che inserisce un codice generato dall'app in un'interfaccia web dedicata. Il caricamento poteva avere successo soltanto se il codice usato dall'app per autenticare i dati corrisponde a quello inserito nel sistema dall'operatore sanitario.
Per incentivare l'utilizzo del sistema di segnalazione, risultato troppo macchinoso agli utenti, è stata introdotta nel marzo 2021 la possibilità da parte degli utenti di segnalare autonomamente la propria positività. Ciò è possibile inserendo nel sistema il codice univoco nazionale (CUN), attribuito dal Sistema Tessera Sanitaria al proprio referto di un test diagnostico per Covid-19, e le ultime 8 cifre della propria tessera sanitaria. In seguito all'operazione il CUN viene invalidato così che non sia possibile effettuare più segnalazioni di positività da un unico referto.

### Protezione della privacy
- L'app non raccoglie dati personali di alcun tipo che rivelino l'identità dell'utente. Ad esempio non raccoglie il nome, la data di nascita, l'indirizzo, l'email o il numero di telefono dell'utente.
- L'app non raccoglie dati di geolocalizzazione, inclusi i dati del GPS. I movimenti degli utenti non sono tracciati in alcun modo.
- I codici casuali trasmessi dall'app sono generati a partire da chiavi temporanee di esposizione casuali che non contengono alcuna informazione riguardo al dispositivo e tanto meno all'utente. Inoltre questi codici cambiano più volte nel corso di un'ora.
- Le informazioni epidemiologiche relative all'esposizione a utenti potenzialmente contagiosi che vengono caricate sul server sono circoscritte. Ad esempio, la durata dell'esposizione è misurata a incrementi di cinque minuti e limitata a 30 minuti. Inoltre Immuni non ha modo di determinare se esposizioni avvenute in giorni diversi abbiano coinvolto lo stesso utente infetto.
- Le informazioni operative sono caricate senza richiedere che l'utente si autentichi in alcun modo (ad esempio verificando un numero di telefono o un indirizzo email).
- L'app effettua periodicamente caricamenti fittizi per mitigare il rischio che qualcuno ottenga informazioni sensibili sulla base dell'analisi del traffico di rete.
- I dati memorizzati sul dispositivo sono crittografati.
- Tutte le connessioni tra dispositivo e server sono crittografate.
- Tutti i dati, sia che siano memorizzati sul dispositivo o sul server, sono eliminati quando non più necessari e, secondo le disposizioni attualmente in vigore, non oltre il 31 dicembre 2021.
- Il Ministero della Salute sarà il titolare del trattamento. I dati saranno utilizzati solo allo scopo di contenere l'epidemia di COVID-19 o per la ricerca scientifica.
- I dati saranno archiviati su server situati in Italia e gestiti da entità a controllo pubblico.[22]

## Statistiche
A partire dal 6 ottobre 2020, i dati ufficiali sul numero di download sono pubblicati nella bacheca dedicata sul sito ufficiale. Successivamente sono stati aggiunti anche i dati sul numero di utenti positivi e sulle notifiche inviate.
Dal 30 ottobre 2020, i dati ufficiali di Immuni sono pubblicati nel formato OpenData all'indirizzo https://github.com/immuni-app/immuni-dashboard-data ed aggiornati ogni giorno alle ore 18:00.

### Download
| Data              | Download complessivi |
| ----------------- | -------------------- |
| 2 giugno 2020     | 500 000              |
| 3 giugno 2020     | 1 000 000            |
| 17 giugno 2020    | 2 500 000            |
| 22 giugno 2020    | 3 300 000            |
| 27 giugno 2020    | 4 000 000            |
| 31 luglio 2020    | 4 500 000            |
| 13 agosto 2020    | 4 700 000            |
| 24 agosto 2020    | 5 000 000            |
| 4 settembre 2020  | 5 400 000            |
| 14 settembre 2020 | 5 900 000            |
| 18 settembre 2020 | 6 100 000            |
| 5 ottobre 2020    | 7 264 257            |
| 12 ottobre 2020   | 8 605 896            |
| 19 ottobre 2020   | 9 102 864            |
| 26 ottobre 2020   | 9 405 960            |
| 2 novembre 2020   | 9 618 237            |
| 9 novembre 2020   | 9 756 312            |
| 16 novembre 2020  | 9 831 559            |
| 23 novembre 2020  | 9 892 129            |
| 30 novembre 2020  | 9 938 304            |
| 8 dicembre 2020   | 9 989 224            |
| 15 dicembre 2020  | 10 029 517           |
| 22 dicembre 2020  | 10 068 200           |
| 1º gennaio 2021   | 10 131 472           |
| 15 gennaio 2021   | 10 191 649           |
| 22 gennaio 2021   | 10 213 987           |
| 29 gennaio 2021   | 10 245 242           |
| 7 febbraio 2021   | 10 281 678           |
| 14 febbraio 2021  | 10 308 187           |
| 21 febbraio 2021  | 10 330 199           |
| 28 febbraio 2021  | 10 343 424           |
| 7 marzo 2021      | 10 357 206           |
| 14 marzo 2021     | 10 369 129           |
| 21 marzo 2021     | 10 381 321           |
| 28 marzo 2021     | 10 393 841           |
| 5 aprile 2021     | 10 407 111           |

### Utenti positivi
| Data             | Utenti positivi |
| ---------------- | --------------- |
| 5 ottobre 2020   | 369             |
| 12 ottobre 2020  | 567             |
| 19 ottobre 2020  | 902             |
| 26 ottobre 2020  | 1 530           |
| 2 novembre 2020  | 2 388           |
| 9 novembre 2020  | 3 283           |
| 16 novembre 2020 | 4 305           |
| 23 novembre 2020 | 5 190           |
| 30 novembre 2020 | 5 816           |
| 8 dicembre 2020  | 6 149           |
| 15 dicembre 2020 | 6 584           |
| 22 dicembre 2020 | 7 110           |
| 1º gennaio 2021  | 7 716           |
| 8 gennaio 2021   | 8 262           |
| 15 gennaio 2021  | 8 815           |
| 22 gennaio 2021  | 9 329           |
| 29 gennaio 2021  | 9 866           |
| 7 febbraio 2021  | 10 645          |
| 14 febbraio 2021 | 11 298          |
| 21 febbraio 2021 | 11 929          |
| 28 febbraio 2021 | 12 740          |
| 7 marzo 2021     | 13 529          |
| 14 marzo 2021    | 14 142          |
| 21 marzo 2021    | 14 778          |
| 28 marzo 2021    | 15 258          |
| 5 aprile 2021    | 15 756          |

### Notifiche inviate
| Data             | Notifiche inviate |
| ---------------- | ----------------- |
| 5 ottobre 2020   | 6 270             |
| 12 ottobre 2020  | 10 060            |
| 19 ottobre 2020  | 17 900            |
| 26 ottobre 2020  | 36 231            |
| 2 novembre 2020  | 63 546            |
| 9 novembre 2020  | 73 683            |
| 16 novembre 2020 | 77 021            |
| 23 novembre 2020 | 78 638            |
| 30 novembre 2020 | 79 900            |
| 8 dicembre 2020  | 80 719            |
| 15 dicembre 2020 | 81 586            |
| 22 dicembre 2020 | 82 905            |
| 1º gennaio 2021  | 84 047            |
| 8 gennaio 2021   | 84 348            |
| 15 gennaio 2021  | 84 662            |
| 22 gennaio 2021  | 85 035            |
| 29 gennaio 2021  | 85 533            |
| 7 febbraio 2021  | 86 960            |
| 14 febbraio 2021 | 88 217            |
| 21 febbraio 2021 | 89 426            |
| 28 febbraio 2021 | 90 928            |
| 7 marzo 2021     | 92 233            |
| 14 marzo 2021    | 93 225            |
| 21 marzo 2021    | 94 146            |
| 28 marzo 2021    | 94 803            |
| 5 aprile 2021    | 95 366            |

DownloadData02 Mln4 Mln6 Mln8 Mln10 Mln12 Mln2/6/202015/11/202027/1/202131/3/2021Download
Utenti positivi / Notifiche inviateData020.00040.00060.00080.000100.0005/10/20208/12/20203/2/20211/4/2021Utenti positiviNotifiche inviate